# Hadena vauorbicularis
Hadena vauorbicularis är en fjärilsart som beskrevs av Smith 1902. Hadena vauorbicularis ingår i släktet Hadena och familjen nattflyn. Inga underarter finns listade i Catalogue of Life.